# Valea Chioarului
Valea Chioarului é uma comuna romena localizada no distrito de Maramureș, na região histórica da Transilvânia. A comuna possui uma área de 79.08 km² e sua população era de 2275 habitantes segundo o censo de 2007.